# YSteC Be 4/4
De Be 4/4 is een elektrisch treinstel bestemd voor het regionaal personenvervoer van de Chemin de fer Yverdon-Ste-Croix (YSteC).

## Geschiedenis
Het treinstel werd door Ateliers de constructions mécaniques de Vevey (ACMV) in Villeneuve, Schweizerische Industrie-Gesellschaft (SIG) en Brown, Boveri & Cie (BBC) in de jaren 1980 ontwikkeld en gebouwd voor de Chemin de fer Yverdon-Ste-Croix (YSteC) en de Transports de la région Morges–Bière–Cossonay (MBC) ter vervanging van ouder materieel.
Op 1 januari 2002 fuseerde de Transport Vallée de Joux, Yverdon-les-Bains, Sainte-Croix (YSteC) met de Chemin de fer Pont-Brassus (PBr) en de Transports publics Yverdon-Grandson (TPYG) onder de naam Transport Vallée de Joux, Yverdon-les-Bains, Sainte-Croix (TRAVYS).
Een trein werd aan de Chemin de fer Bière-Apples-Morges (BAM) verkocht en hierbij vernummerd van Be 4/4: 3 en Bt 52 in Be 4/4: 15 en Bt 54.
Op 2 oktober 2015 ging in de Zwitserse Jura een treinstel Be 4/4: 2 aan de rol zonder machinist. De machinist, die uitgestapt was, raakte lichtgewond; er zaten geen passagiers in de trein.

## Constructie en techniek
Het treinstel bestaat uit een motorwagen met twee stuurstanden. Naar behoefte kan deze motorwagen worden gekoppeld worden aan een rijtuig en een stuurstandrijtuig. Deze treinstellen kunnen tot twee stuks gecombineerd rijden.

## Treindiensten
Deze treinen worden door TRAVYS ingezet op het volgende traject.
- Yverdon-les-Bains – Sainte-Croix

## Foto's

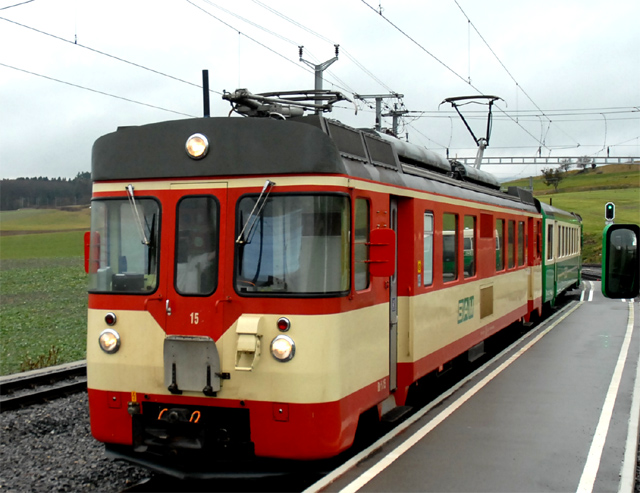
(MBC) treinstel Be 4/4: 15 (ex YSteC Be 4/4: 3) op 7 februari 2007 in Apples